# 科林·丘萨克
科林·丘萨克（英語：Colin Cusack，1950年—），英国男子赛艇运动员。他曾代表英国参加世界赛艇锦标赛，获得一枚金牌、一枚银牌和一枚铜牌，均来自轻量级项目。